# Niepaństwowy zasób archiwalny
Niepaństwowy zasób archiwalny – w polskim prawodawstwie jest to zasób, który tworzą materiały archiwalne niebędące własnością państwowych jednostek organizacyjnych. Instytucje niepaństwowe zobligowane są do ewidencjonowania, przechowywania i zabezpieczania materiałów archiwalnych wchodzących w skład niepaństwowego zasobu archiwalnego. 
Zasób ten dzieli się na:
- ewidencjonowany – zasób publiczny, dokumentacja powstaje w wyniku działalności instytucji niepaństwowych, np. partii politycznych, kościołów i związków wyznaniowych, organizacji pozarządowych. Z chwilą ustania działalności tych podmiotów materiały archiwalne – zgodnie z Art. 44 Ustawy z dnia 14 lipca 1983 r. o narodowym zasobie archiwalnym i archiwach – wchodzą do państwowego zasobu archiwalnego;
- nieewidencjonowany – zasób prywatny, dokumentacja powstaje w wyniku działalności osób fizycznych, stanowi własność tych osób lub ich prawnych następców.